# Сергачское отделение Казанской железной дороги
Сергачское отделение Казанской железной дороги ― предприятие железнодорожного транспорта, производственное звено Казанской железной дороги. Обслуживаемые им участки железной дороги находились на территории Горьковской области и Чувашской АССР.
Образовано в соответствии с приказом НКПС от 14 мая 1936 года № 63/Ц «О разукрупнении отделений службы эксплуатации». В его состав вошли участки Сергач ― Канаш исключительно и Сергач — Арзамас исключительно, ранее бывшие частью Муромского отделения Московско-Казанской железной дороги. На момент создания граничила на западе с Муромским отделением Казанской железной дороги и на востоке с Юдинским отделением той же дороги. В 1940-е годы в состав отделения вошли станция Канаш и линия Канаш ― Чебоксары.
По состоянию на 1955 год на отделении имелась две станции 1-го класса (Канаш-1 и Чебоксары) и две станции 2-го класса (Сергач и Шумерля). Действовали Сергачская (ПЧ-4), Канашская (ПЧ-5) и Чебоксарская (ПЧ-17) дистанции пути, депо Сергач и Канаш.
В 1955 году контора отделения была перенесена в Канаш, а отделение переименовано в Канашское.